# Kiluvõileib
Kiluvõileib (v překladu z estonštiny sleďový sendvič) je tradiční estonské občerstvení, které vzniklo ve 20. století.
Jedná se o sendvič, na výrobu se nejčastěji používá černý chléb. Ten se namaže máslem (nebo bílky), na něj se položí filet ze šprotů a obloží se např. plátky vařených vajec, rajčaty, kapary, majonézou a podobně.